# Skull Fist
Skull Fist é uma banda canadense de heavy metal tradicional originária de Toronto, Ontário, no Canadá.

## História
A banda Skull Fist foi fundada em 2006 pelo cantor/guitarrista Zach Slaughter, em Toronto. A banda lançou em 2006 uma demo intitulada No False Metal, com as músicas Ride the Beast e No False Metal. A banda passou por várias mudanças em seus integrantes desde 2006, sendo Jackie Slaughter o único membro fundador.
O E.P. "Heavier than Metal" foi lançado por Alison Thunderland e Sir Shred em conjunto com Zach Slaughter em 2010 recebendo reviews positivas da comunidade Metal. Posteriormente, assinaram com a gravadora NoiseArt.
Para o lançamento do E.P., a banda fez duas turnês pelo Canadá. Além disso, participaram do Metal Assault Festival, na Europa e, em Janeiro de 2011 fizeram outra turnê pelo mesmo continente. Depois, participaram do "Up the Hammers Festival", na Grécia e excursionaram com as bandas Bullet e Enforcer, em Abril de 2011.
Devido a conflitos pessoais, Alison Thunderland e Sir Shred deixaram a banda. Por isso, o lançamento do álbum "Head of the Pack" com Casey Slade (Baixo) e Jonny Nesta (Guitarra e Backing Vocal).
Depois do lançamento do álbum, Jake Purchase (Bateria)foi adicionado à banda e outra turnê foi feita pelo Canadá intitulada "Power of Metal Tour" com as bandas Sabaton e Grave Digger.
"Head of the Pack" tem recebido reviews extremamente positivas ao redor do globo  o que os levou a outra turnê europeia com Grand Magus, Bullet, Steel Wing e Vanderbuyst.
Durante o verão de 2012 a banda dividiu o palco com Megadeth, W.A.S.P e Uriah Heep no "Rock the Nation Touring Festival", no evento "Metal Fest 2012". A seguir, excursionaram pelo Japão com Solitude e participaram de um show com a legendária banda de black/thrash Sabbat.
Em janeiro de 2013 a banda iniciou excursão pelo Brasil, tendo feito seu primeiro show na cidade de Conselheiro Lafaiete- MG no dia 10/01/2013, na 12ª edição do "Rising Metal Fest". Ali, eles dividiram o palco com bandas de expressão regional (Transtorno, Sflexia e Achilles). Para tanto, o talentoso baterista Chris Stephenson, ex-Cauldron e atual The Connell's, foi convidado, já que vinha participando de atuações da banda desde o segundo semestre de 2012.

## Estilo Musical
A banda Skull Fist é considerada uma parte importante da New Wave of British Heavy Metal, um movimento crescente que em anos recentes tem observado o ressurgimento de bandas de sonoridade tradicional (similares à banda sueca Sleaze Metal. O nome deste movimento é uma referência ao anterior Nova Onda do Heavy Metal Britânico (New Wave of British Heavy Metal (NWOBHM), com o qual ele mantém uma forte identificação.
Outras bandas consideradas parte do movimento são White Wizzard, Enforcer, Cauldron, e mais recentemente, Steelwing.

## Membros
Atual
- Zach Slaughter - Guitarrs & Vocal (2006–Presente)
- Casey Slade - Baixo (2011–Presente)
- Jonny Nesta - Lead Guitar (2011–Presente)
- JJ Tartaglia - Bateria e percussão (2014–Presente)

Ex-integrantes
- Chris Keel - Baixo (2006-2008)
- Teddy Turbo - Baixo (2009-2012)
- Sir Shred - Guitarra (2006-2007, 2008-2012)
- Caleb Beal - Guitarra (2007-2009)
- Johnny Overdose - Guitarra & Vocal (2008-2011)
- Allison Thunderland - Bateria (2009-2012)
- Lexx Stryker - Bateria (2006-2009)
- Jake Purchase - Bateria e percussão (2011–2012)
- Chris Stepherson - Bateria e percussão(2012-2014)

## Discografia
- No False Metal (Demo) (2006)
- Heavier Than Metal EP (2010)
- Head Of The Pack (2011)
- Chasing The Dream (2014)
- Way of the Road (2019)